# Z型离心机
Z型离心机，又稱齐佩式离心机，是一种用于提炼铀235的设备。由二战后苏联利用俘获的一支60人德国团队研制。改型离心机因这支团队的首席设计师格诺特·齐佩（Gernot Zippe）命名。

## 背景原理

Z型离心机提纯示意图。深蓝色为U238，浅蓝色为U235。

天然铀矿包含三种同位素：大部分（99.274%）为鈾238，约0.72%的铀235以及约0.0055%的鈾234。如果天然铀被提纯到包含3%的铀235，那么就可以被轻水反应堆用作燃料。如果U-235的成分被提纯到90%，则可被用来制作核武器。